# Another Dawn
Another Dawn ist ein US-amerikanischer Spielfilm von William Dieterle aus dem Jahr 1937 mit Kay Francis und Errol Flynn in den Hauptrollen. Das Drehbuch basiert in Teilen auf der Kurzgeschichte The Ambassador's Wife von W. Somerset Maugham.

## Handlung
Die Geschichte beginnt an Bord eines Ozeandampfers. Julia Ashton wird auf der Reise permanent von einem Mitreisenden belästigt, als Colonel John Wister ihr galant hilft. Beide treffen sich einige Zeit später in England, wo John erfährt, warum Julia so zurückhaltend ist: ihr Geliebter Duncan ist erst kurz vorher bei einem Flugzeugunfall ums Leben gekommen. Obwohl Julia Duncan ewige Liebe geschworen hat, lässt sie sich von John zur Ehe überreden, trotz großer Bedenken und innerer Qualen. Beide leben eine Zeitlang glücklich auf dem Wüstenposten, den John kommandiert. Eines Tages kommt Denny Roark, ein leichtlebiger Pilot und der beste Freund von John, auf den Grenzposten. Julia und Denny entdecken gemeinsame Interessen und Julia beginnt immer mehr Ähnlichkeiten zwischen Duncan und Denny zu entdecken. Nach einem Scharmützel mit Beduinen, bei dem Denny schwer verletzt wird, erkennen die beiden Liebenden die Aussichtslosigkeit ihrer Beziehung. Am Ende opfert sich John für das Glück der beiden und geht in den sicheren Tod beim Kampf gegen die Aufständischen.

## Hintergrund
Kay Francis war 1932 von Paramount zu Warner Brothers gekommen und innerhalb weniger Jahre zu einer der bestbezahlten Schauspielerinnen geworden. 1936 verdiente sie 227.000 US-Dollar und ihre Einkünfte für 1937 beliefen sich auf 209.000 US-Dollar. Ihr Erfolg basierte auf ihrer Fähigkeit, auch sentimentale und unglaubwürdige Geschichten mit Selbstbewusstsein und Integrität zu spielen. Dazu kam ihr Ruf, zu den bestangezogenen Frauen der USA zu zählen. 1936 wurde ihr der Titel Best Dressed Woman in Movies verliehen, den sie gegen die Konkurrenz von Marlene Dietrich, Joan Crawford, Norma Shearer und Carole Lombard gewann. Nach dem Misserfolg von The White Angel war der Status von Francis als Star gefährdet und das Studio unternahm 1937 alles, um die Schauspielerin erneut ihren Fans nahezubringen.  Die Männer an Francis Seite waren Errol Flynn und Ian Hunter, der George Brent als ständiger Partner ablöste. Francis und Hunter hatten bereits in I Found Stella Parrish, Der Erbe des Hauses Farrington und The White Angel erfolgreich zusammengearbeitet. Die Chemie zwischen Francis und Flynn stimmte weder auf der Leinwand noch während der Dreharbeiten. Die Abneigung war gegenseitig und die gemeinsamen Szenen wirkten steif und ohne Leidenschaft.
Die Dreharbeiten fanden Ende 1936 teilweise in der Wüste von Yuma, im Imperial Valley und am Lake Messa Agoura statt. Die weibliche Hauptrolle war zunächst für Bette Davis vorgesehen, die jedoch kurz vor Beginn das Studio verklagte, so dass die Rolle an Francis ging. Der Titel Another Dawn war in den Jahren zuvor oft als Arbeitstitel für diverse Produktionen gebraucht worden. Der Produzent Hal B. Wallis drehte zwei alternative Enden: in einem stirbt Flynn und in dem anderen Hunter. Die Testvorführungen brachten schließlich ein klares Votum für das Happy End mit Errol Flynn. Der Film, der Francis immer wieder in spektakulären Kleidern mitten in der Wüste zeigt, weist bemerkenswerten Ähnlichkeiten mit Der Garten Allahs auf, der im Vorjahr Marlene Dietrich als sinnsuchende Dame der besseren Gesellschaft in einer langen Abfolge von unterschiedlichen Chiffonabendkleidern und High-Heels mitten in der Sahara präsentierte.

## Kinoauswertung
Mit Produktionskosten von 552.000 US-Dollar war Another Dawn ein für Warner Brothers durchschnittlich teures Unterfangen. In den USA spielte der Film mit 572.000 US-Dollar eine eher bescheidene Summe ein, zu denen weitere 473.000 US-Dollar von den ausländischen Märkten kamen. Am Ende standen Gesamteinnahmen von 1.045.000 US-Dollar.

## Kritik
In der New York Times standen recht zynische Worte zu lesen:

„Nicht seit den Tagen des sagenhaften Phönix hat die arabische Wüste etwas derart Atemberaubendes gesehen wie Kay Francis und ihre umfangreiche Garderobe in ‚Another Dawn‘. Miss Francis wandelt mit einem verliebten Ausdruck und umgeben von einer mystischen Aura in langen, fließenden Gewänder umher, die besser als jeder Staubsauger den Boden reinigen.“